# Canton (Ohio)
Canton é uma cidade localizada no estado norte-americano de Ohio, no condado de Stark, do qual é sede. Foi fundada em 1805 e incorporada em 1854.

## Geografia
De acordo com o United States Census Bureau, a cidade tem uma área de 67,8 km², dos quais 67,7 km² estão cobertos por terra e 0,1 km² por água.

### Localidades na vizinhança
O diagrama seguinte representa as localidades num raio de 8 km ao redor de Canton.

## Demografia
Segundo o censo nacional de 2020, a sua população é de 70 872 habitantes e sua densidade populacional é de 1 077,1 hab/km².

## Marcos históricos
A relação a seguir lista as 44 entradas do Registro Nacional de Lugares Históricos em Canton. O primeiro marco foi designado em 10 de novembro de 1970 e o mais recente em 21 de janeiro de 2021. Aqueles marcados com ‡ também são um Marco Histórico Nacional.
- August Schuffenecker Building
- Barber-Whitticar House
- Bender's Restaurant-Belmont Buffet
- Bordner House
- Brooke and Anna E. Martin House
- Canton Public Library
- Carl and Audrey Lavin House
- Charles E. Firestone House
- City National Bank Building
- Dewalt Building
- Eagles' Temple
- First Methodist Episcopal Church
- First Reformed and First Lutheran Churches
- Frances Apartment Building
- Garnet B. French House
- George E. Cook House
- Harry E. Fife House
- Harry S. Renkert House
- Harvard Company-Weber Dental Manufacturing Company
- Henry H. Timken Estate Barn
- Hercules Motors Corporation Industrial Complex
- Hotel Courtland
- Jacob H. Bair House
- John and Syd Dobkins House
- John H. Lehman High School
- Landmark Tavern
- McKinley Park Apartments
- Mellett-Canton Daily News Building
- Old McKinley High School
- Onesto Hotel
- Palace Theater
- Ridgewood Historic District
- Saxton House
- Sítio Histórico Nacional de Primeiras-damas
- St. Edward Hotel
- St. John's Catholic Church
- St. Joseph Roman Catholic Church Complex
- St. Peter Church
- Stark County Courthouse and Annex
- Timken Vocational High School
- Trinity Lutheran Church
- Upper Downtown Canton Historic District
- Vicary House
- William McKinley Tomb‡